# Гагман, Дмитрий Фёдорович
Дмитрий Фёдорович фон Гагман (1860—?), могилёвский (1905—1908) и тобольский (1908—1912) губернатор, статский советник.

## Биография
Его отец — отставной майор Фёдор Карлович фон Гагман (1806—1870, похоронен на Введенском кладбище).  Мать — Ольга Николаевна, урожд. Головина, дочь кашинского помещика Николая Петровича Головина. В семье было семеро детей — пятеро сыновей и две дочери. 
- Брат — Николай Федорович фон Гагман (1840—1913) — доктор медицины, с 1886 года — приват-доцент Московского Университета, один из основоположников отечественной ортопедии, один из родоначальников массажа в России. Лечащий врач семьи Островских.[2]  Племянник Александр Николаевич Гагман (1871—1935) — уролог, доктор медицинских наук.
- Брат — Петр Федорович (Густавович) фон Гагман (1851—1903). Морской офицер, в 1885 году вышел в отставку в звании капитана 2-го ранга. С 1890 по 1900 год был земским начальником в Клинском уезде Московской губернии[3].

Дмитрий Федорович по окончании курса в 1-м военном Павловском училище в 1879 году, был произведён в прапорщики армейского полка. В 1880 — в подпоручики, в 1883 году — в поручики. В 1888 году — уволен из запаса в отставку.
В 1890 году избран в кандидаты на должность весьегонского уездного предводителя дворянства, в 1891 году утверждён в этой должности. В 1894 году избран на должность председателя Весьегонской уездной земской управы. В 1895 году вновь избран на должность весьегонского предводителя дворянства. В 1898 году, согласно прошению, был уволен с должности председателя Весьегонской уездной земской управы.
В 1899 году назначен витебским уездным предводителем дворянства. В 1899 году назначен пожизненным почётным членом Весьегонского уездного попечительства детских приютов. В 1903 году назначен председателем Витебской уездной земской управы.
С 1905 по 1908 годы — Могилёвский губернатор. С 1908 по 1912 годы — Тобольский губернатор.  Высочайшим указом от 13 февраля 1912 года Дмитрий Федорович фон Гагман уволен от службы согласно прошению, по болезни, с мундиром «означенной должности присвоенным». 
Награжден орденом Станислава 2-й степени и серебряной медалью в память Императора Александра III для ношения на груди на Александровской ленте.
После выхода в отставку жил в своем имении Крутое (Володинская волость, Весьегонский уезд). 
На 1917 год Дмитрий Федорович и его жена оставались в своем имении, которое через несколько лет было национализировано. Дальнейшая судьба супругов Гагман неизвестна.

## Семья
Жена — Ольга Николаевна Остен-Дризен (1868— ?), дочь барона Н. Ф. Остен-Дризена.  
По сложившейся традиции, Ольга Николаевна, как супруга губернатора активно занималась общественной и благотворительной деятельностью.  В Витебске она была членом Витебского благотворительного общества, член общества вспомоществования нуждающимся ученицам Витебской женской гимназии. В Могилеве — попечительница Могилевского Николаевского детского приюта, председательница комитета и попечительница общества Красного Креста, председательница общества пособия бедным. В Тобольске — попечительница и председательница Тобольского Российского общества Красного Креста, председательница Общества сестер милосердия. 
Дочери: 
- Ольга Дмитриевна Гагман (в замуж. Уборская; 1890—1965). Ее муж — Иван Николаевич Уборский (1880–1937)[4], окончил Ярославский Демидовский юридический лицей, служил секретарем прокурора Московского окружного суда, Московской судебной палаты, товарищем (заместителем) прокурора Тобольского окружного суда.  После 1917 года его несколько раз арестовывали; в 1930 году приговорили к ссылке. Их дети: Кира Ивановна Уборская, в замуж. Зимилова (1911–1997), Вадим Иванович Уборский (1913–1961).
- Вера Дмитриевна Гагман (1892—?).
- Евгения Дмитриевна Гагман (1894—?).
- София Дмитриевна Гагман (1896—1940)
- Полина (Прасковья) Дмитриевна Гагман (в замуж. Дорофеева 1898—ок.1955). Ее дочь — Татьяна Владимировна Дорофеева (1917–1972)
- Елена Дмитриевна Гагман (1903—до 1941).